# Bomba de palitos
Una bomba de palitos es un juego (mecánico) construido con varillas planas entrelazadas juntas bajo un momento de flexión. Otros nombres para las bombas de son  rompecabezas de palitos chinos, onda Cobra, y bomba marco. Las bombas de palo se crean por diversión y como arte, no para un uso práctico.

## Historia

Una bomba de palo compleja que explota.

Los niños en edad escolar conocen desde hace siglos las bombas de palitos simples hechas con cuatro, cinco o seis palos. A menudo se los conocía como "rompecabezas de palitos chinos", lo que indica un posible origen del juego. Tarnai (1989) describe varios diseños, incluidos los de tamaño indefinido que atribuye a Ruina. Ruina afirma haber inventado la "bomba infinita de palitos de helado" en 1971. A principios de la década de 1980, Tim Fort, conocido profesionalmente como Kinetic King, inventó de forma independiente la bomba de varilla múltiple. También inventó todos los tejidos de bomba de palitos que se utilizan actualmente, incluido el tejido ortho, el tejido de diamante y el tejido inclinado; el uso de bajalenguas en lugar de palitos de helado también se considera una de sus innovaciones. A principios de 2011 debutó con el tejido de cobra, el tejido más popular, en el episodio de audición de Minneapolis "America's Got Talent". Recientemente, Tim Fort también ha desarrollado métodos para fabricar bombas de palitos tridimensionales. 

## Aspectos técnicos

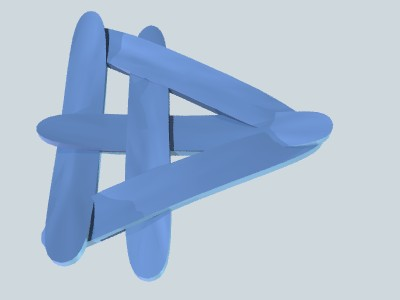
Una bomba de palitos, lista para explotar.

Las bombas de palitos se pueden construir con la mayoría de las varillas planas si son de las dimensiones adecuadas. El material habitual para la construcción es la madera, pero también se puede utilizar plástico. Los palitos de helado (palitos para manualidades) y los bajalenguas son populares debido a su disponibilidad, bajo costo y porque se colorean fácilmente. Los palos depresores de lengua se recomiendan encarecidamente para la construcción, ya que tienen una tensión más baja que los palos para manualidades y, por lo tanto, son más fáciles de trabajar.
Los palitos se entrelazan para formar una rejilla reticulada y cada palo se mantiene en su lugar mediante un momento de flexión creado por la elasticidad de la madera u otro material. Si se construye correctamente, la extracción de un solo palo hace que los otros palos se rompan con una fuerza sorprendente. La velocidad de la onda de choque depende de los materiales utilizados.
La variedad de configuraciones en las que se pueden construir bombas de palanca es prácticamente ilimitada, y hay varios trucos (acrobacias) que se pueden incorporar al diseño. Por razones de estabilidad estructural, cada palo toca al menos otros tres palos en una bomba marco.